# Alice Coffin

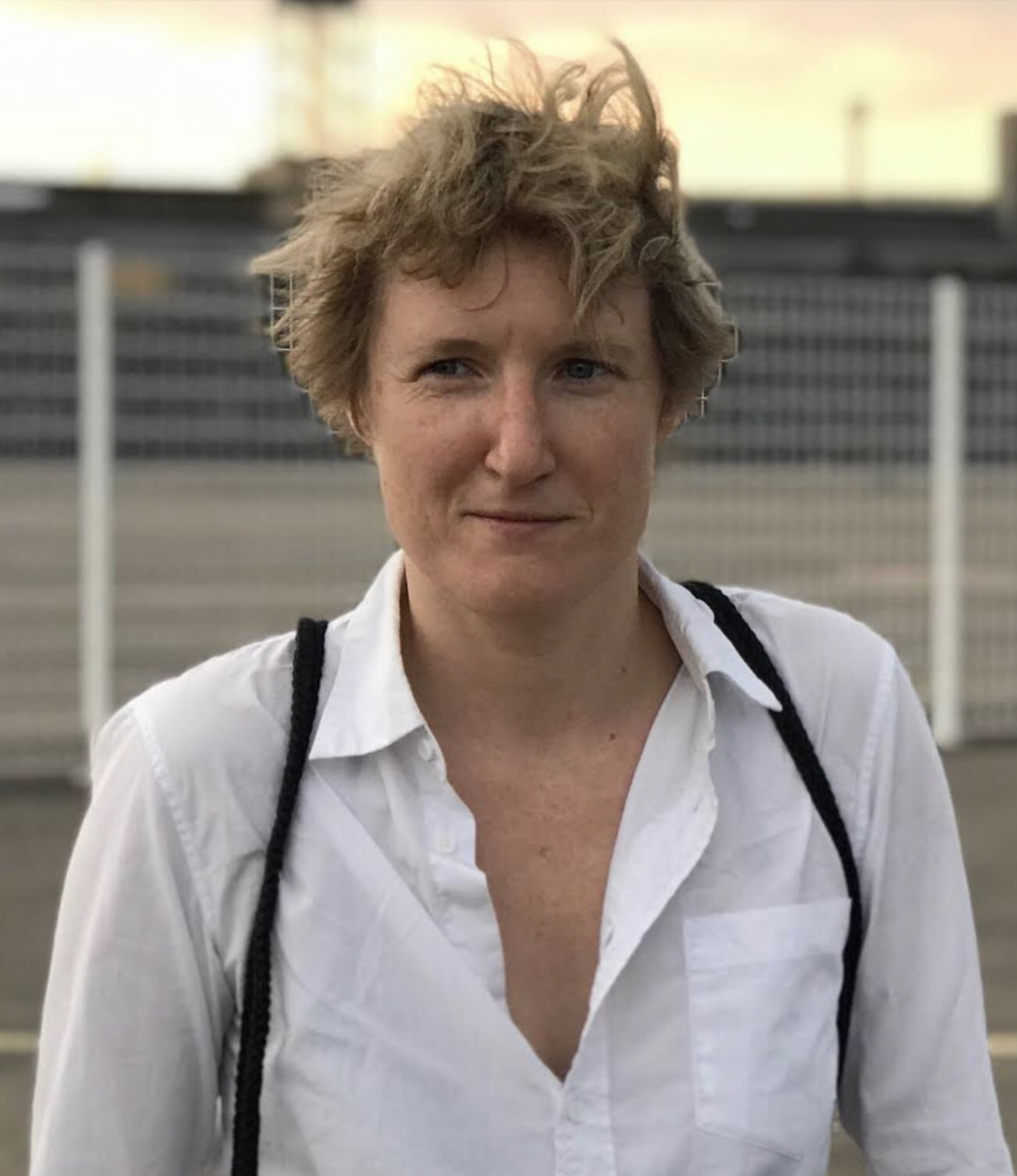
Alice Coffin

Alice Coffin (* 1978 in Toulouse) ist eine französische Journalistin, lesbische Feministin und Politikerin. Sie wurde 2020 auf der Liste der Grünen in den Pariser Stadtrat gewählt.

## Kindheit, Jugend, Ausbildung

### Kindheit und Schulbildung
Sie ist mit ihren Eltern und fünf Geschwistern im 12. Arrondissement in Paris aufgewachsen.
Nach dem Studium der Philosophie an der Université Panthéon-Sorbonne und Politikwissenschaft am Institut d’études politiques de Bordeaux, erlangte Coffin 2004 einen Abschluss am Centre de formation des journalistes. Sie wurde Journalistin bei der Gratis-Zeitung 20 Minutes. 2017 erhielt sie ein Stipendium des Fulbright-Programms für ihr Projekt The Negative Impact of Neutrality on LGBT issues in the French Media, das sich mit dem Konzept der französischen „Neutralität“ und dessen Auswirkungen auf die Sichtbarkeit von Minderheiten in der Öffentlichkeit beschäftigt.

### Berufliche und politische Laufbahn
Coffin unterrichtet seit 2012 das Fach Journalismus am Institut Catholique de Paris. 2013 wurde sie Mit-Vorsitzende der von ihr mitbegründeten l'Association des journalistes LGBT (AJL). Sie leitete die erste Verleihung des Medienpreises Out d'or. (Diese Veranstaltung belohnt Medieninitiativen, die die Sichtbarkeit von LGBT-Themen ermöglichen. Anm. d. Übers.) Sie ist Mitglied der von ihr mitbegründeten Conférence Européenne Lesbienne (engl.: European Lesbian Conference), ferner ist sie Mitglied im Sportverband Les Dégommeuses sowie in der Organisation Lesbiennes d'Intérêt Général, dem ersten feministischen und lesbischen Stipendienfonds, zusammen mit – unter anderen – Suzette Robichon und Élisabeth Lebovici. Seit 2010 gehört sie als Aktivistin dem feministischen Kollektiv La Barbe an.

### Kontroversen
Am 28. Juni 2020 wurde Coffin im 12. Arrondissement in den Pariser Stadtrat auf der Gemeinschafts-Liste Paris en Commun - Écologie pour Paris gewählt, nachdem ihre Liste im ersten Wahlgang mit 11,95 % der Stimmen nur den vierten Platz erreichte.
Ende Juli übernahm sie zusammen mit Raphaëlle Rémy-Leleu die Führung einer Kampagne, die zum Rücktritt von Christophe Girard von seinem Posten als Kulturbeauftragter führte. Ihm war vorgeworfen worden, er habe den pädophilen Schriftsteller Gabriel Matzneff begünstigt.
Als in der Stadtratsitzung vom 24. Juli 2020 der Polizeipräfekt Didier Lallement den zurückgetretenen Kulturbeauftragten würdigte und hierfür starken Beifall der Stadträte erhielt, rief Alice Coffin in den vollbesetzten Saal: „Schande! Schande!“, bevor der Lautsprecher abgestellt werden konnte. Dieser Vorfall und der Rücktritt des Kulturbeauftragten führten zu Spannungen innerhalb der Fraktion der Linksallianz im Pariser Stadtrat. Bürgermeisterin Anne Hidalgo (PS) kündigte an, sie werde wegen der „schweren öffentlichen Beleidigungen“ vor Gericht gehen, nachdem das Rathaus von Paris bei einer feministischen Demonstration als „Pédoland“ bezeichnet worden war, und erklärte, sie betrachte die beiden beteiligten Stadträtinnen nicht mehr als Teil der Mehrheitsfraktion. Audrey Pulvar, ebenfalls Stadträtin und stellvertretende Bürgermeisterin, sprach von einer „hasserfüllten Sicht auf die Gesellschaft“.

## Standpunkte, Kritik
In verschiedenen Medien wurde daran erinnert, dass sie 2018 gegenüber RT France geäußert hatte:

„ne pas avoir un mari, ça m'expose plutôt à ne pas être violée, ne pas être tuée, ne pas être tabassée.“

„dass ich keinen Ehemann habe, setzt mich eher dem Risiko aus, nicht vergewaltigt, nicht getötet, nicht verprügelt zu werden.“

Im November 2019 riet sie den Frauen in der Zeitschrift National Geographic, „d’éviter toute critique publique envers d’autres femmes en position de pouvoir. C’est un exercice difficile, car certaines n’agissent pas en féministes, mais il me semble indispensable, si nous ne voulons pas entretenir la misogynie. Concentrons, en public, nos attaques contre les hommes.“, und „Soyez exigeantes, devenez lesbiennes! Ou, du moins, apprenez à vous passer du regard des hommes.“ (auf Deutsch etwa: „öffentliche Kritik an anderen Frauen in Machtpositionen zu vermeiden“. „Es ist ein schwieriges Unterfangen, denn einige Frauen verhalten sich nicht wie Feministinnen, aber es scheint mir wesentlich zu sein, wenn wir die Frauenfeindlichkeit nicht aufrechterhalten wollen. Konzentrieren wir in der Öffentlichkeit unsere Angriffe auf Männer“. Und „seid anspruchsvoll, werdet lesbisch! Oder lernt zumindest, auf den männlichen Blick zu verzichten.“).
In der Ausgabe der Zeitung vom 27. Juli 2020 vertrat Dominique Nora, Chefredakteurin des L’Obs in ihrem Leitartikel die Meinung, die Radikalität der polemischen Äußerungen und Forderungen von Coffin bringe den feministischen und ökologischen Kampf „in Verruf“. Die Historikerin Michelle Perrot bezeichnet in der New York Times die von Coffin vertretene Strömung als „einen Exzess, der der Sache der Frauen nur schaden kann“. In einem Gastbeitrag im Journal du Dimanche wirft Élisabeth Badinter Alice Coffin vor, der von dieser vertretene „néoféminisme guerrier ... risque bien de déshonorer la cause du féminisme, voire de la rendre inaudible pour un bon moment“ (auf Deutsch etwa: ein „kriegerischer Neo-Feminismus, der die Sache des Feminismus entehren oder ihn sogar für eine gute Weile unhörbar machen könnte“). Badinter glaubt, dass diese Denkweise „nur zu einer totalitären Welt führen kann“.

## Schriften
- Le génie lesbien, Paris, Éditions Grasset, 2020, ISBN 2-246-82177-0.